# 环己六硫酮
环己六硫酮是一种环状的共价化合物，由六元碳环和与之键合的硫构成。它通过单阴离子（C
6S−
6）在质谱仪中中和产生，它是环己六酮的类似物，并比其更稳定。C6S6可由含相邻两个硫的环状二硫代碳酸酯的化合物的热解或光解制得，根据预测，其二硫杂环丁烯结构的异构体比六酮异构体更加稳定。
|  |  |  |
环己六硒酮（CAS#909555-05-1 ）目前仅已知于理论计算，而相应酚类的金属盐已有报道。